# (28396) Eymann
(28396) Eymann (1999 RY44) – planetoida z pasa głównego asteroid okrążająca Słońce w ciągu 3,59 lat w średniej odległości 2,34 j.a. Odkryta 13 września 1999 roku.